# Dux (wytwórnia fonograficzna)

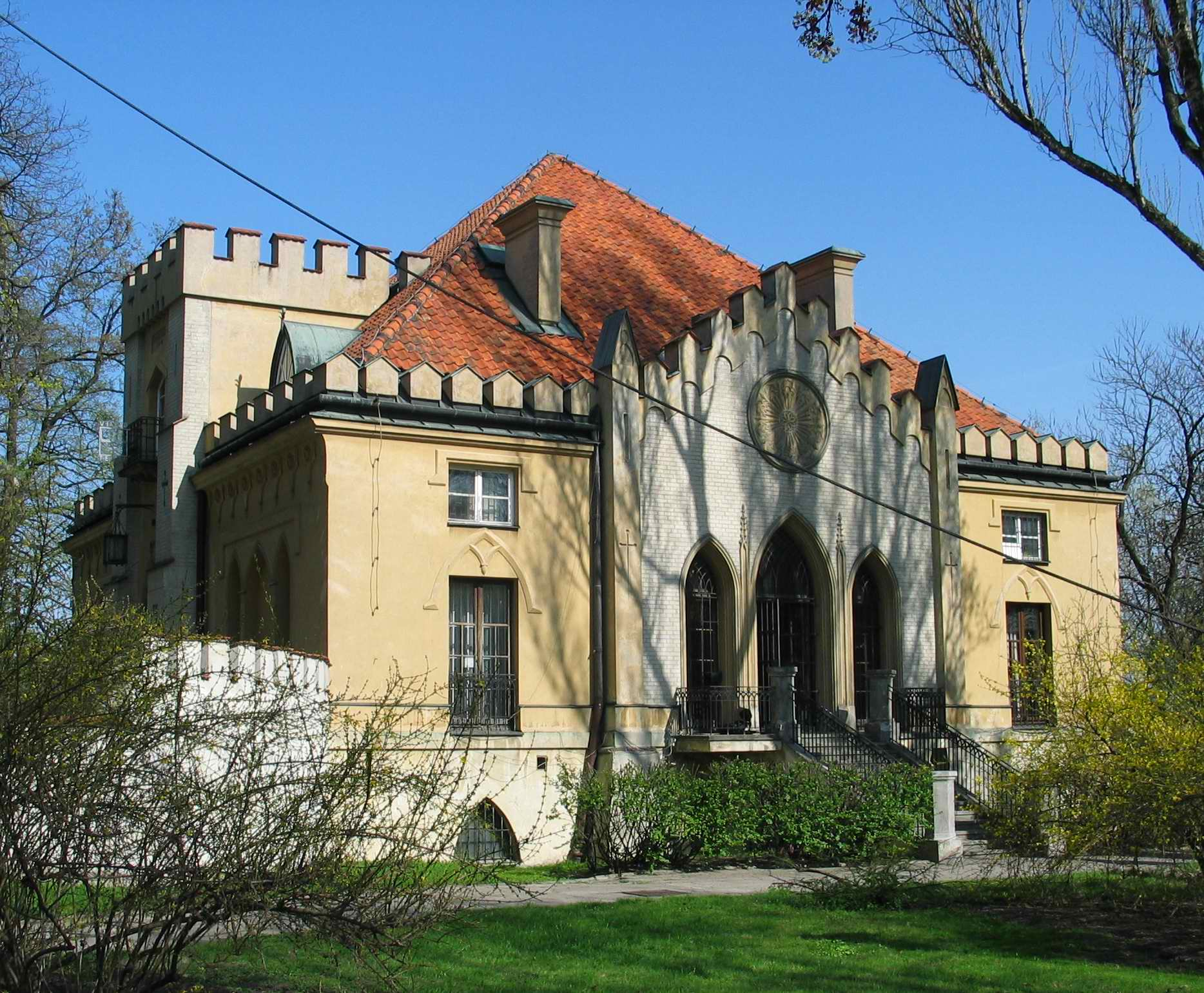
Pałac Szustra, siedziba wytwórni (2006)

DUX – jedna z największych niezależnych polskich wytwórni płytowych. Została założona w 1992 roku w Warszawie z inicjatywy Małgorzaty Polańskiej i Lecha Tołwińskiego. Wytwórnia specjalizuje w muzyce poważnej, jej nakładem ukazały się nagrania m.in. takich wykonawców jak: Wojciech Świtała, Andrzej Dobber, Katarzyna Budnik-Gałązka, Marian Borkowski, Paweł Gusnar, Agnieszka Stulgińska, Daniel Brylewski, Bartosz Głowacki oraz Kwartet Dafô.